# Палеогетеродонтові
Палеогетеродонти (Palaeoheterodonta) — підклас молюсків (Mollusca) класу Двостулкові (Bivalvia). Він містить молюски які дійшли до наших часів — Unionoida (прісноводні молюски) і Trigonioida. Вони відрізняються наявністю двох половинок корпусу та однакового розміру і форми.

## Таксономія
У 2010 році нова пропонована система класифікації Bivalvia була опублікована для перегляду класифікації двостулкових молюсків, у тому числі підкласу Paleoheterodonta. В класифікації були опубліковані родини та надродини, які вимерли.

### Ряд:Trigoniida[4]
- †Beichuanioidea Liu & Gu, 1988
  - †Beichuaniidae Liu & Gu, 1988
- †Megatrigonioidea Van Hoepen, 1929
  - †Megatrigoniidae Van Hoepen, 1929
  - †Iotrigoniidae Savelive, 1958
  - †Rutitrigoniidae Van Hoepen, 1929
- Myophorelloidea Kobayashi, 1954
  - †Myophorellidae Kobayashi, 1954
  - †Buchotrigoniidae Leanza, 1993</small
  - †Laevitrigoniidae Savelive, 1958
  - †Vaugoniidae Kobayashi, 1954
- Trigonioidea Lamarck, 1819
  - Trigoniidae Lamarck, 1819
  - †Eoschizodidae Newell & Boyd, 1975 (syn: Curtonotidae)
  - †Groeberellidae Pérez, Reyes, & Danborenea 1995
  - †Myophoriidae Bronn, 1849 (syn: Cytherodontidae, Costatoriidae, Gruenewaldiidae)
  - †Prosogyrotrigoniidae Kobayashi, 1954
  - †Scaphellinidae Newell & Ciriacks, 1962
  - †Schizodidae Newell & Boyd, 1975
  - †Sinodoridae Pojeta & Zhang, 1984

### Ряд:Unionoida[5]
- Надродина †Archanodontoidea Modell, 1957 (placement in Unionoida uncertain)
  - Родина †Archanodontidae Modell, 1957
- Надродина Etherioidea Deshayes, 1832
  - Родина Etheriidae Deshayes, 1832 (syn: Mulleriidae, Pseudomulleriidae)
  - Родина Iridinidae Swainson, 1840 (syn: Mutelidae, Pleiodontidae)
  - Родина Mycetopodidae Gray, 1840
- Надродина Hyrioidea Swainson, 1840
  - Родина Hyriidae Swainson, 1840
- Надродина †Trigonioidoidea Cox, 1952
  - Родина †Trigonioididae Cox, 1952
  - Родина †Jilinoconchidae Ma, 1989 (placement uncertain)
  - Родина †Nakamuranaiadidae Guo, 1981 (syn:Sinonaiinae, Nippononaiidae)
  - Родина †Plicatounionidae Chen, 1988
  - Родина †Pseudohyriidae Kobayashi, 1968
  - Родина †Sainschandiidae Kolesnikov, 1977
- Надродина Unionoidea Rafinesque, 1820
  - Родина Unionidae Rafinesque, 1820
  - Родина Liaoningiidae Yu & Dong, 1993 (placement uncertain)
  - Родина Margaritiferidae Henderson, 1929 (syn:Margaritaninae, Cumberlandiinae, Promargaritiferidae)
  - Родина †Sancticarolitidae Simone & Mezzalira, 1997